# Anton von Heiligenstein
Anton von Heiligenstein (latinisiert Antonius de Heiligenstein; * nach April 1804 in Mannheim; † 24. April 1834 in Heidelberg) war ein deutscher Mathematiker, Astronom und Hochschullehrer.
Heiligenstein war der Sohn des Hofgerichtsrates Conrad von Heiligenstein. Wo er seine frühe Bildung erhalten hat, ist unbekannt. Am 30. Oktober 1824 immatrikulierte er sich für das Studienfach Mathematik an der Universität Heidelberg. Dort verblieb er etwa ein Jahr. Am 23. Oktober 1825 wurde er dann an der Universität Göttingen eingeschrieben. An dieser Universität  promovierte er 1829 zum Dr. phil. mit der Dissertation Methodos elevationem poli astronomice determinandi sistens.
Heiligenstein kehrte im Jahr seiner Promotion in seine Heimat, an die Heidelberger Universität, zurück. Dort habilitierte er sich für Mathematik und Astronomie und lehrte als Privatdozent von 1829 bis zu seinem frühen Tod 1834. Er verstarb überraschend an einem Blutsturz. Heiligenstein war Mitarbeiter an den Berliner Astronomischen Jahrbüchern und machte sich um die Ceres-Forschung verdient.